# E. Clay Shaw, Jr. Bridge
L'E. Clay Shaw, Jr. Bridge, également appelé 17th Street Causeway Bridge, est un pont routier américain franchissant l'Intracoastal Waterway à Fort Lauderdale, en Floride. Ce pont basculant long de 666 mètres a été baptisé en l'honneur d'E. Clay Shaw, Jr., un ancien représentant républicain.